# Lebanese International Airways
Lebanese International Airways (LIA) grundades som Libanons nationella charterflygbolag 1950. Flygbolaget började 1953 med reguljära flygningar varvid man då också började konkurrera med reguljärflygbolaget Middle East Airlines. En hård kamp följde under sextiotalet. Det slutade i tragedi då Beiruts internationella flygplats attackerades av israeliska kommandosoldater natten mellan den 28 december och 29 december 1968. Detta fördömdes av FN. Lebanese International Airways förlorade de två Convair Coronado-flaggskeppen och två av fyra DC-7 i attacken, vilket ledde till flygbolagets konkurs i januari 1969. 

## Flotta
LIA flög bland annat:
- Convair 990
- Curtiss C-46 Commando
- Douglas DC-3/C-47
- Douglas DC-4
- Douglas DC-6
- Douglas DC-7

## Källhänvisningar